# American Hijiki
America Hijiki (Amerika Hijiki アメリカひじき) è un racconto di Akiyuki Nosaka, scritto nel 1967. È contenuto nell'edizione italiana del romanzo intitolato Una tomba per le lucciole e appare con il titolo Alghe americane.

## Trama
Dopo la dichiarazione di resa del Giappone nella Seconda guerra mondiale, gli americani paracadutano nelle aree che essi stessi hanno bombardato dei rifornimenti alimentari. Tutta la popolazione riunita intorno a Toshio, il protagonista, loda questo gesto di bontà, dimentica degli orrori che i presunti salvatori hanno causato, e nonostante le scorte di cibo consistano in approvvigionamenti settimanali di gomma da masticare. Oltre al danno la beffa: i giapponesi ringraziano i loro stessi aguzzini per averli sfamati quando in realtà si illudono di nutrirsi con la propria stessa saliva. Il colmo è quando la madre di Toshio offre della gomma in memoria dello spirito del marito, morto in guerra proprio per mano degli statunitensi. Decenni dopo, Toshio ospita in casa degli amici americani della moglie (i coniugi Higgins) e porta con sé il signor Higgins per assistere a una performance erotica gentilmente offerta dall'uomo sessualmente più dotato del Giappone. Tuttavia, la presenza dell'americano mette in imbarazzo il giapponese e, caso unico nella carriera di quest'ultimo, gli provoca una défaillance. Gli americani hanno il potere di "deprimere" i giapponesi in tutti i modi possibili.